# Adular
Adular – minerał z grupy krzemianów, przezroczysta i bezbarwna odmiana skalenia potasowego. Należy do minerałów rzadkich.
Nazwa pochodzi od gór Adula w Alpach (okolice Przełęczy Św. Gotarda w Szwajcarii).

## Charakterystyka

### Właściwości
Tworzy kryształy grubotabliczkowe, słupkowe (nawet kilkadziesiąt centymetrów). Czasami przyjmuje postać romboedru. Jest kruchy i przezroczysty. Często wykazuje perłową opalescencję, migotliwość lub charakterystyczną grę barw zwaną adularyzacją. Kryształy wykazujące to zjawisko noszą nazwę kamieni księżycowych.

### Występowanie
Jest minerałem hydrotermalnym niskich temperatur. Spotykany w żyłach magmowych. Najlepiej wykształcone okazy występują w druzach i szczelinach skalnych. Towarzyszą mu kwarc, kwarc dymny, chloryty, tytanit, anataz, hematyt, epidot, kalcyt, fluoryt czy klinochlor. 
Miejsca występowania: Szwajcaria – w Alpach – Aular-Berstock (gdzie pozyskano go po raz pierwszy), Austria – w Zillertall i Habachtal, Włochy – w Val di Vizze i Val Medel, Francja – w Val d’Isère, Niemcy, Birma, Rumunia, Meksyk.

### Znaczenie
- ma znaczenie naukowe i kolekcjonerskie,
- odmiany o charakterze kamieni księżycowych znajdują zastosowanie w jubilerstwie,
- stosowany do wyrobu ozdobnej galanterii.